# 彭蒂·马蒂凯宁
彭蒂·马蒂凯宁（芬蘭語：Pentti Matikainen，1950年10月5日—2025年6月29日），芬兰冰球运动员、教练。他曾带领芬兰参加1988年和1992年冬季奥林匹克运动会冰球比赛，其中队伍在1988年冬季奥运会获得银牌。